# Limba rutulă
Limba rutulă este o limbă nord-est caucaziană, vorbită de rutuli, în special în Daghestan.

## Distribuție geografică
Limba rutulă este vorbită în special în partea de sud ale Daghestanului precum și în regiunea Sheki din Azerbaidjan. Mai există grupuri vorbind limba rutulă în Ucraina, Turcia. Există aproximativ 30.000 de vorbitori de rutulă.